# 国鉄タキ21600形貨車
国鉄タキ21600形貨車（こくてつタキ21600がたかしゃ）は、かつて日本国有鉄道（国鉄）及び1987年（昭和62年）4月の国鉄分割民営化後は日本貨物鉄道（JR貨物）に在籍した私有貨車（タンク車）である。

## 概要
本形式は、塩素酸ソーダ専用の35 t 積タンク車として1971年（昭和46年）6月18日から1978年（昭和53年）5月15日にかけて3ロット16両（コタキ21600 - コタキ21615）が、富士重工業1社で製作された。
系列的にはタキ35000形からの派生車5両（コタキ21600 - コタキ21604）、タキ17000形からの派生車2両（コタキ21605 - コタキ21606）、タキ38000形からの派生車9両（コタキ21607 - コタキ21615）の3つに大別できる。
記号番号表記は特殊標記符号「コ」（全長 12 m 以下）を前置し「コタキ」と標記する。
落成時の所有者は、保土谷化学工業1社のみであり、その常備駅は、東北本線の郡山駅である。
1979年（昭和54年）10月より化成品分類番号「化51」（酸化性の物質、酸化性物質、危険性度合2（中））が標記された。
1987年（昭和62年）に5両（コタキ21611 - コタキ21615）が、タキ21350形（コタキ21370 - コタキ21374）へ改造された。
タンク体材質は、ステンレス鋼 (SUS304) 製であり缶体補強環を4本巻いている。
荷役方式は、マンホールからの上入れ、吐出管を用いた下出し方式である。
全長は11,100 mm、全幅は2,512 mm、全高は3,715 mm、台車中心間距離は7,000 mm、実容積は22.1 m3、自重は14.3 t、換算両数は積車5.0、空車1.4である。
1987年（昭和62年）4月の国鉄分割民営化時には16両全車がJR貨物に継承されたが、2007年（平成19年）10月に最後まで在籍した6両（コタキ21605 - コタキ21610）が除籍され、形式消滅した。

### 年度別製造数
各年度による製造会社と両数、所有者は次のとおりである。
- 昭和46年度 - 5両
  - 富士重工業 5両 保土谷化学工業（コタキ21600 - コタキ21604）
- 昭和49年度 - 2両
  - 富士重工業 2両 保土谷化学工業（コタキ21605 - コタキ21606）
- 昭和53年度 - 9両
  - 富士重工業 9両 保土谷化学工業（コタキ21607 - コタキ21615）